# Potano
Potano /Značenje imena nepoznato/, pleme američkih Indijanaca porodice Timuquanan nastanjeno u 16. stoljeću u središnjem dijelu sjeverne Floride. Potano Indijanci potomci su nositelja kulture Alachua, s područja današnjeg okruga Marion i Alachua. U vrijeme dolaska Juan Ponce de Leona (1539), Ocale, Potano i Acuera bili su glavne grupe Timucua nastanjene u tim područjima Floride, koja su se bavila lovom, ribolovom i sakupljanjem. Francuski kolonisti 1564-1565. nalaze ih u ratu s Utina ili Timucua Indijancima, te pomažu Utinama u porazu Potanoa. Nekih dvadeset godina kasnije Potani odbijaju invaziju Španjolaca i ubijaju njihovog kapetana, ipak u drugoj invziji koja je uskoro uslijedila, poraženi su i protjerani iz svog grada. Početkom 17. stoljeća (1601) Potani traže dozvolu da se vrate natraga na svoja ognjišta, pa se 1606. za njih i još neke skupine utemeljila misija San Francisco de Potano. Izbijanjem Timucua ustanka 1656. Potani se priključuju ustanku koji će potrajati sljedećih osam mjeseci. Daljnja sudbina Potana slična je ostalim Timuquanan plemenima. Godine 1672. izbija neka pošast koja je potukla većnu od izvornih 3,000 Potana,  Njihov broj prema swanton u1675 spao je na svega 160 duša. U ranom 18. stoljeću preostalo je još veoma malo Timucua i ostalih srodnih plemena. Njihovi ostaci prebačeni su iz današnjeg okruga Volusia ili na Kubu ili su se priključili Seminolama.

## Sela
De Soto navodi sela koja su po svoj prilici pripadala Potano Indiancima, to su: Itaraholata ili Ytara, Potano, Utinamocharra ili Utinama, Cholupaha i Mala-Paz. Utemeljenjem misija među njima žive po isijskim selima San Francisco Potano, San Miguel de Potano, Santa Ana de Potano (Santa Anna), San Buenaventura de Potano i San Martin(?) i misijska postaja Apalo.

## Vanjske poveznice
- Potano  Arhivirana inačica izvorne stranice od 5. siječnja 2011. (Wayback Machine)